# Appetitlosigkeit
Die Appetitlosigkeit oder Inappetenz (lateinisch appetītus ‚Verlangen‘) ist das Symptom des Verlusts des Appetits oder des Verlangens nach Nahrung („Herabsetzung des Triebes zur Nahrungsaufnahme“). Bei Appetitlosigkeit lässt das Hungergefühl nach; durch eine eventuell folgende Mangelernährung kann es zu schweren körperlichen Schäden kommen.
Das Synonym Anorexie (altgriechisch ἀν- an- ‚ohne ‘ und ὄρεξις orexis ‚Verlangen‘) wird meist als Kurzform für Magersucht (Anorexia nervosa) verwendet. Der Begriff „Anorexie“ ist auch Namensbestandteil anderer Essstörungen wie Anorexia athletica, Anorexia mirabilis oder Anorexia scholastica.

## Ursachen
Appetitlosigkeit stellt ein Allgemeinsymptom dar und kann daher bei einer Reihe von anderen Krankheitseinheiten auftreten. Als Symptom ist es bei fast allen schweren Infektionskrankheiten geläufig, aber auch bei Tumorerkrankungen, bei dauerhaftem Missbrauch psychoaktiver Substanzen oder als eigenständige psychische Störung (Anorexia nervosa, athletica, mirabilis, scholastica). Weitere Ursachen können in einer gastrointestinalen Obstruktion (Verschluss des Magen-Darm-Traktes) begründet sein, z. B. beim Arteria-mesenterica-superior-Syndrom.
Appetitlosigkeit tritt auch als Nebenwirkung von Medikamenten auf, z. B. beim Blutfett-Senker Atorvastatin.

## Folgen und Komplikationen
Die Unterernährung als Folge der Appetitlosigkeit kann lebensgefährlich werden und schwere körperliche Schäden verursachen. Sie führt zum Mangel an Nährstoffen mit Abbau von Körpergeweben (Katabolismus), zu Abmagerung (Inanition) bis hin zum Marasmus (Energie- und Proteinmangel) oder zur Kachexie (krankhaft starke Abmagerung).
Schnell eintretende Folgen einer Appetitlosigkeit sind insbesondere an den Organen mit hoher Stoffwechselaktivität und Bausteinen mit kurzer Halbwertszeit sichtbar, etwa ein Albuminmangel im Blut mit der Bildung von Ödemen (→ Hungerödem).

## Behandlung
Die Behandlung einer Appetitlosigkeit richtet sich nach der Ursache und kann ggf. auch künstliche Ernährung umfassen.